# Johannes Klotsche
Johannes Karl Klotsche (* 11. Mai 1895 in Leipzig; † 24. Februar 1965 in Stadt Wehlen, Kreis Pirna) war ein deutscher Verwaltungs-, Justiz- und Kirchenbeamter. Während der NS-Zeit war er Leiter des Landeskirchenamtes der Evangelisch-Lutherischen Landeskirche Sachsens und von 1938 bis 1945 Präsident des Landeskonsistoriums.

## Leben
Klotsche absolvierte nach der Mittleren Reife eine Ausbildung zum Verwaltungsbeamten und arbeitete ab 1912 in Reichenberg bei Dresden in der Kommunalverwaltung. Nach seiner Teilnahme von 1914 bis 1918 am Ersten Weltkrieg arbeitete er im Sächsischen Innenministerium. 1920 wurde er Regierungssekretär an der Sächsischen Gesandtschaft in Berlin (Vertretung beim Reich), 1923 Oberregierungssekretär bei der Amtshauptmannschaft Meißen. Klotsche wechselte 1925 in den Justizdienst und wurde Oberjustizsekretär am Amtsgericht Dresden. Das sächsische Justizministerium ernannte ihn 1926 zum Hilfsrichter. In die NSDAP trat er bereits zum 23. Oktober 1925 ein (Mitgliedsnummer 21.271), wo er als Kreisschulungsredner und Mitarbeiter im Rassenpolitischen Amt tätig wurde. Außerdem gehörte er dem Dresdner Stadtrat an, wo er sich u. a. mit Fragen der Inneren Mission befasste.
Auf Empfehlung des neuen Justizministers Otto Georg Thierack (NSDAP) wechselte Klotsche nach der Machtergreifung der Nationalsozialisten von der Justiz- in die Kirchenverwaltung der Evangelisch-Lutherischen Landeskirche Sachsens. Der kommissarische Landesbischof Friedrich Coch, ein Nationalsozialist und führender Vertreter der Deutschen Christen, ernannte Klotsche am 1. August 1933 zum Oberkonsistorialrat und kurz darauf zum Oberkirchenrat, und damit zum Kirchenbeamten. Ab Juli 1937 hatte Klotsche die Dienstaufsicht über das Landeskirchenamt inne. Mit der Pistole in der Hand verweigerte er am 9. August dem staatlich abberufenen Landeskirchenausschuss, dem auch Mitglieder der Bekennenden Kirche und der „Mitte“ (die im Kirchenkampf weder auf Seiten der Deutschen Christen noch der Bekennenden Kirche standen) angehörten, den Zutritt zum Dienstgebäude des Landeskirchenamtes.
Ab Dezember 1937 war Klotsche der alleinige Leiter des Landeskirchenamtes und wurde offiziell am 24. Oktober 1938 zum Präsidenten des Landeskonsistoriums ernannt. Damit hatte er – obwohl weder Theologe noch Kirchenjurist – die faktische Führung der Landeskirche inne, Landesbischof Coch hatte nur noch eine zeremonielle Rolle. Klotsches Anweisung vom 12. Mai 1938 führte zur Ausweisung von Hugo Hahn, des Bruderratsvorsitzenden und Superintendenten der Dresdner Frauenkirche, aus dem Gau Sachsen durch die Gestapo. Der „fanatische Antisemit“ Klotsche unterzeichnete im April 1939 gemeinsam mit zehn anderen Landeskirchenleitern die Bekanntmachung über Gemeinschaftsarbeit von Landeskirchenleitern, deren erste Maßnahme in der Gründung des Instituts zur Erforschung und Beseitigung des jüdischen Einflusses auf das deutsche kirchliche Leben bestand. Im Dezember 1941 wurden Christen jüdischer Herkunft aus der Landeskirche ausgeschlossen, womit das Sakrament der Taufe in Sachsen partiell außer Kraft gesetzt war. Bis 1942 gehörte er dem Verwaltungsrat des sog. Entjudungsinstituts an.
Nach Kriegsende absolvierte er 1951/52 eine Ausbildung zum volksmissionarischen Dienst an der Predigerschule Paulinum in Ost-Berlin.